# One Times One
One Times One is een minimuziekalbum van het Duitse Tangerine Dream, specialist in elektronische muziek. Tangerine Dream bestaat hier uit alleen Edgar Froese, een van de oprichters van de band. Het is een zogenaamde cupdisc, een verzinsel van de band zelf; een compact disc met tussen de 30 en 45 minuten muziek.

## Composities
Alle composities van Froese, behalve waar aangegeven:

| Nr. | Titel                                                                           | Duur |
| --- | ------------------------------------------------------------------------------- | ---- |
| 1.  | Sadness of Echnaton losing the world child;                                     |      |
| 2.  | Man (herbewerking)                                                              |      |
| 3.  | Modesty and greed                                                               |      |
| 4.  | Loved by the sun (Froese/Johannes Schmoelling/Christopher Franke)(herbewerking) |      |
| 5.  | Gleeful poets crying softly                                                     |      |
| 6.  | Daughters of time                                                               |      |